# Steinbruch südlich Berge
Koordinaten: 51° 33′ 59″ N, 8° 22′ 21″ O

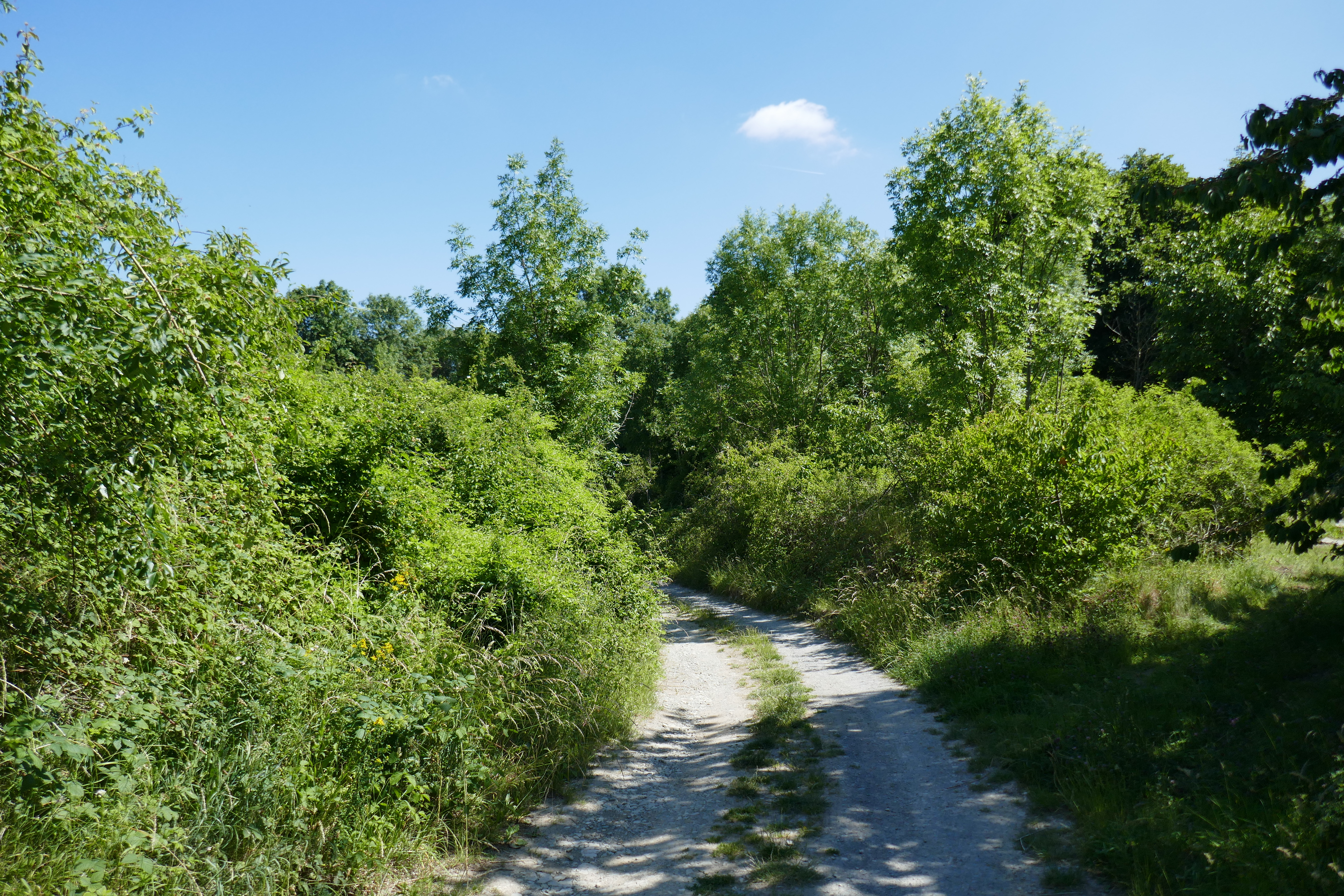
Steinbruch südlich Berge

Das Naturschutzgebiet Steinbruch südlich Berge liegt auf dem Gebiet der Gemeinde Anröchte im Kreis Soest in Nordrhein-Westfalen.
Das Gebiet erstreckt sich am südlichen Ortsrand von Berge, einem Ortsteil von Anröchte. Die Landesstraße L 735 verläuft unweit östlich und die L 747 nördlich. Östlich erstreckt sich das 474 ha große Naturschutzgebiet Talsystem der Pöppelsche mit Hoinkhauser Bach.

## Bedeutung
Für Anröchte ist seit 1991 ein 2,6647 ha großes Gebiet unter der Schlüsselnummer SO-033 als Naturschutzgebiet ausgewiesen.